# Cyclocheilichthys enoplus
Cyclocheilichthys enoplus és una espècie de peix cipriniforme de la família dels ciprínids.

## Morfologia
Els mascles poden assolir els 74 cm de longitud total.

## Distribució geogràfica
Es troba des de Tailàndia, Laos, Cambodja i el Vietnam fins a Indonèsia i Malàisia.